# Западное (Костанайская область)
Западное (каз. Западный) — упразднённое село в Карасуском районе Костанайской области Казахстана. Входило в состав Жамбылского сельского округа. Код КАТО — 395241200. Ликвидировано в 2013 году.

## Население
В 1999 году население села составляло 72 человека (37 мужчин и 35 женщин). По данным переписи 2009 года, в селе проживало 8 человек (4 мужчины и 4 женщины).